# استوارت بارفوت
استوارت بارفوت (انگلیسی: Stuart Barfoot؛ زادهٔ ۱۰ دسامبر ۱۹۷۵) بازیکن فوتبال اهل بریتانیا است.
از باشگاه‌هایی که در آن بازی کرده‌است می‌توان به باشگاه فوتبال بروکنهورست، باشگاه فوتبال تورکی یونایتد، باشگاه فوتبال باشلی، و باشگاه فوتبال ای‌اف‌سی بورنموث اشاره کرد.